# Яакоби, Офер
Офер Яакоби (ивр. עופר יעקובי‎; 12 января 1961, Кирьят-Шмона, Израиль — 5 августа 2025, Лас-Вегас, Невада, США) — израильский баскетболист, выступавший на позиции форварда. Играл в Премьер-лиге Израиля по баскетболу и за национальную сборную Израиля.

## Биография
Офер Яакоби родился в Кирьят-Шмоне, Израиль. Его рост составляет 2,00 м (6 футов 7 дюймов).
В Премьер-лиге Израиля по баскетболу Яакоби выступал за команды: Хапоэль Ган-Шмуэль, Хапоэль Холон, Хапоэль Тель-Авив, Бейтар Тель-Авив, Хапоэль Гват и Маккаби Петах-Тиква.
В составе национальной сборной Израиля принимал участие в чемпионатах Европы 1983 и 1985 годов, а также в чемпионате мира 1986 года.
В 1985 году женился на Пазит Коэн, модели, занявшей третье место на израильском конкурсе красоты в 1984 году. Пара развелась через 10 лет.
Умер в Лас-Вегасе 5 августа 2025 года в возрасте 64 лет.